# KAMIJO
KAMIJO（かみじょう、7月19日 - ）は、日本のミュージシャン・歌手・音楽プロデューサーであり、ヴィジュアル系バンド・LAREINE及びVersaillesのヴォーカリスト。血液型はO型。

## 経歴
- 1994年11月 MALICE MIZERのローディーをやっていた際に同じくMALICE MIZERのローディーをやっていたMAYUと出会いLAREINE（当時LALIENE）を結成
- 1998年8月1日 全国ワンマンツアー「TOUR "Fleur" 1998 ～白鳥と追想～」を札幌より開始
- 9月27日 日本青年館にてツアーファイナル「TOUR "Fleur" 1998 ～湖底に眠る永遠の花園～」
- 1999年3月26日 「ツアー"Métamorphose"」のファイナルとして渋谷公会堂でワンマンライブを開催
- 5月26日 LAREINEとしてメジャー1stシングル『Fiancailles』でSME Recordsよりメジャーデビュー
- 8月22日 中野サンプラザで2DAYSライブ
- 2000年2月9日 メジャー4thシングルにてアニメ「ベルサイユのばら」の主題歌「薔薇は美しく散る」をカヴァー。CDジャケットになっているメンバーのイラストは原作者の池田理代子が担当した。
- 8月 KAMIJO以外のメンバーがLAREINEを脱退。その後は一人でLAREINEとしての活動を続け、自身の音楽レーベルAPPLAUSE RECORDSを設立。
- 2001年1月5日 LAREINEの活動を一時休止し、新バンドNEW SODMYを結成。
- 2003年11月 LAREINEとしての活動を再開
- 3月26日 渋谷AXにてLAREINE復活ワンマンライブを行う
- 2006年10月1日 LAREINEの無期活動休止を発表。
- 自身の新レーベルSherow Artist Societyを設立。
- 2007年 新バンドVersaillesを結成
- 8月30日 Shibuya O-EastにおいてVersailles主催イベント「The Red Carpet Day」を開催し、Versaillesがヨーロッパのレーベルとの公開契約した。
- 2011年 映画「VAMPIRE STORIES」音楽監督担当としてサウンドトラックを手がける
- 2012年7月19日 Versaillesの活動休止を発表。
- 12月20日 VersaillesNHKホールでラストライブ、翌日に活動休止
- 2013年1月26日 ソロ活動を発表
- 8月28日ソロデビューシングル「Louis～艶血のラヴィアンローズ～」を発売。
- 12月1日 ワーナーミュージックジャパンより翌年の3月5日に発売されるミニアルバム「Symphony of The Vampire」でソロメジャーデビュー（通算3度目）する事を発表。
- 2014年7月4日 KAMIJO -Zeroth Live in Paris-Throne- lLa Divan du Monde（ソロとして初めてのライヴをパリにて行う）
- 7月19日 KAMIJO -FirstLive in JAPAN-The Empire of Vampire 東京キネマ倶楽部（自身の誕生日に日本で初ライヴ）
- 11月〜12月 TOUR 2014 “Death Parade”
- 2015年 KAMIJO WorldTour2015 20th ANNIVERSARY（キャリア20周年を記念したワールドツアー ヨーロッパ、南米、アメリカ）
  - 7月〜8月 KAMIJO WorldTour2015 -20th ANNIVERSARY BEST-（日本）
  - 11月 WorldTour2015-20th ANNIVERSARY BEST-SPECIAL ENCORE-
  - 12月20日 Versaillesの活動再開を発表[3]。
  - 12月28日 WorldTour2015- 20th ANNIVERSARY BEST-GROUND FINALE- Zepp Diver City
- 2016年1月5日 FM-FUJIにて毎週火曜19:30～ レギュラー番組「KAMIJOのボンジュール！ヴァンパイア」がスタート
  - 3月〜5月 JapanTour2016“Aestheticism”Omen-Rose CroixLimited-
  - 6月26日 FM FUJI KAMIJOのボンジュール！ヴァンパイア最終回
  - 11月〜JapanTour2016 “Aestheticism”-Nosferatu-
- 2017年4月26日 Epic Rock Orchestra 赤坂BLITZ
  - 6月17日 FRESH！のVersailles公式チャンネル内にてWebラジオとして「KAMIJOのボンジュール！ヴァンパイア」が復活（パーソナリティ）
  - 7月19日 Epic Rock Orchestra 追加公演 Zepp Diver City Tokyo
  - 10月9日 Epic Rock Orchestra - Chamber Music Ensemble - 〜高貴なる室内楽の調べ〜 東京キネマ倶楽部
  - 同日（二部構成） Epic Rock Orchestra - Halloween Rock Party- 〜怪物達のロックハロウイーン〜
- 2018年2月より日仏ポップカルチャー交流プロジェクト プロジェクトアンバサダー就任
- 2018年3月24日 目黒鹿鳴館〜7月15日 Zepp Diver City Tokyo Sang Project ACTⅠ LiveTour2018-Sang- （自身の最長最多公演となる19都市20公演）※Final公演SOLD OUT
- 2018年8月9日〜8月28日 Sang Project ACTⅡ（都内ライヴハウス籠城型公演）※全公演SOLD OUT
- 2018年9月13日〜22日 Sang Project ActⅢ Europa Tour 2018 -Sang- 開催。※ロンドン、ヘルシンキ、アムステルダム、ケルン、ミュンヘン、バルセロナ、パリ
- 2018年10月 Sang Project ActⅣ Halloween Tour「Vampire Rock Star」※東名阪
- 2018年12月20日 Sang Project ActⅤ「The Sangs-2018-」マイナビBLITZ赤坂
- 2019年3月 Sang Project ActⅥ Live Tour「Symphony of The Vampire」
- 2019年3月27日 Sang Project ActⅦ DreamLive「Symphony of The Vampire」KAMIJO with Orchestra ※EX THEATER ROPPONGI
- 2019年7月17日〜19日 KAMIJO 生誕記念公演3days 「Chronicle」※17日「Heart」公演・18日「Sang」公演・19日「KAMIJO」公演
- 2019年7月26日〜9月22日 JAPAN TOUR 19 “PERSONA GRATA”

## 人物
- 挨拶は「ボンジュール！」
- 中世貴族のような出で立ちで貴族的な言葉遣いかと思いきや、実は言葉遣いが丁寧な天然キャラ。
- LAREINE結成当初はバンドリーダーではなかったが、リーダーを務めていたメンバーが脱退後からはリーダーを務める。
- LAREINE時代とVersailles初期は漫画「ベルサイユのばら」のオスカル・フランソワ・ド・ジャルジェを彷彿とさせる特徴的な出で立ちをしていた。
- LAREINE結成当初のステージネームは「SHOKI」であった。
- バンド活動をする傍らAPPLAUSE RECORDS、Sherow Artist Societyといったレーベルの代表取締役も務める。また、Metis Gretel、摩天楼オペラ、David（翠）などのプロデューサーとしても活動していた。
- CDやDVD、ポスターなどの様々なデザインもこなす。またレコーディングや映像編集などにも精通している。
- 好きなアーティストとしてポール・モーリアを挙げており、ライブの会場音楽としてポール・モーリアの楽曲を流している事が多い。
- 学生時代はテニス部に所属していたほか、セブン-イレブンでアルバイトをしたことがある。
- Macオタクを自称しており、THE ALFEEの高見沢俊彦が司会進行を務める番組に出演した際、高見沢が所有する金箔のMacを欲しがっていた。

## ディスコグラフィー

### シングル
1. Louis ～艶血のラヴィアンローズ～（2013年8月28日）- オリコン週間チャート初登場19位
2. Moulin Rouge（2014年6月18日）- 2ヶ月連続シングルリリース第一弾
3. 闇夜のライオン（2014年7月16日）- 2ヶ月連続シングルリリース第二弾
4. カストラート（2017年5月10日）
5. mademoiselle（2017年9月27日）
6. Nosferatu（2018年1月16日）
7. Sang -Another Story-（2018年3月21日）※KAMIJO&初音ミクによる期間限定デュオ
8. Sang 〜君に贈る名前〜（2018年7月18日）
9. Eye of Providence（2019年7月24日）
10. TEMPLE -Blood sucking for praying-（2019年11月27日）- 「PERSONA」三部作・第一弾
11. Symbol of the Dragon（2020年2月26日）- 「PERSONA」三部作・第二弾
12. Persona Grata（2020年4月29日）- 「PERSONA」三部作・第三弾
13. Behind The Mask (2021年7月14日)
14. 美しい日々の欠片 (2024年1月31日)

### ミニアルバム
1. Symphony of The Vampire（2014年3月5日）オリコン週間チャート初登場47位
  - ギターに摩天楼オペラのAnzi、ベースにJu-ken、ドラムに山崎慶が参加。28分を超える全7楽章のミニアルバムだが、KAMIJO自身はnatalieのインタビューで「一つのシングルとして作った」と発言している

### アルバム
1. Heart（2014年9月24日）
2. All Time Best 〜革命の系譜〜（2015年6月10日）
3. Royal Blood 〜Revival Best〜（2015年7月15日）
4. Sang（2018年3月21日）
5. OSCAR (2022年10月19日)